# 泪纹腹链蛇
泪纹腹链蛇（学名：Hebius lacrima），一种发现于印度东北部阿鲁纳恰尔邦（争议地区，即中国藏南地区）地区爬行动物，隶属于水游蛇科东亚腹链蛇属。

## 形态特征
泪纹腹链蛇区别于本属其他物种的主要特征为：身体细长，具有19列背鳞，唇上有一条明显白色宽带，在眼睛下方被一个黑色斑点隔断，身体背部两侧具有一系列横向椭圆形或分开的斑点，腹面淡黄色，侧面具有黑色斑点。

## 保护
本种于2023年被收录入《有重要生态、科学、社会价值的陆生野生动物名录》。